# ۶۳۲ (قمری)
۶۳۲ (قمری)، ششصد و سی و دومین سال در گاهشماری هجری قمری است. اول محرم این سال برابر با بیست و ششم سپتامبر سال ۱۲۳۴ میلادی است.